# Пєвцов Іларіон Миколайович
Іларіон Миколайович Пєвцо́в (нар. 7 грудня 1879, Антополь — пом. 25 жовтня 1934, Ленінград) — російський і радянський актор і театральний педагог; народний артист РРФСР з 1932 року.

## Біографія
Народився 25 листопада [7 грудня] 1879 року в містечку Антополі Гродненської губернії Російської імперії (нині селище міського типу в Дорогичинському районі Берестейської області Білорусі) у сім'ї акцизного контролера. У 1899 році закінчив Паневезьке реальне училище. Того ж року, працюючи креслярем у лісництві у місті Вільно, дебютував у виставі трупи Якова Орлова-Чужбініна «Одруження» Миколи Гоголя (роль Старікова). У 1902 році закінчив Музично-драматичне училище Московського філармонічного товариства та підписав контракт на літній сезон з Товариством народних розваг.
У 1902—1905 роках грав у «Товаристві нової драми» під керівництвом Всеволода Меєргольда в провінціях; у 1905 році — у Театрі-студії на Поварській під керівництвом Костянтина Станіславського і Всеволода Меєргольда в Москві. У 1905—1913 роках — актор театрів Костроми, Тифлісу, Харкова, Ростова-на-Дону, Риги; у 1913—1915 роках — артист трупи під керівництвом Миколи Синельникова у Харкові. У 1915–1920 роках грав у Москвському драматичному театрі Суходольських (з 1919 року — Державний показовий театр). Знімався у кіно з 1916 року; з того ж року викладав у Москві: у студії Театру імені Віри Комісаржевської, театральній студії Сергія Айдарова, студії Московського драматичного театру; у 1920–1922 роках — директор та викладач студії «Молоді майстри» у Іваново-Вознесенську. Серед учнів — Борис Бабочкін, Георгій Васильєв. 1922 року вступив до трупи МХАТу, потім до 1-ї студії МХАТу (МХАТ 2-й). З 1925 року і до кінця життя — актор Ленінградського театру драми імені Пушкіна.
Помер у Ленінграді 25 жовтня 1934 року. Похований у Санкт-Петербурзі в некрополі майстрів мистецтв Олександро-Невської лаври. 1964 року на могилі встановлений надгробок — прямокутна увігнута стела (180x87x42), у верхній частині вміщено бронзовий овальний медальйон (64x52x5) із барельєфним портретом Іларіона Пєвцова. Перед пам'ятником газон із гранітним поребриком. Під медальйоном вирубано напис російською мовою:

Народный артист/РСФСР/Илларион/Николаевич/Певцов/1979-1934

Автори пам'ятника — скульптор Левон Лазарєв, архітектор Федір Беренштам.

## Творчість

### Театральні ролі
у «Товаристві нової драми»
- Ранк — «Нора» Генріка Ібсена;
- цар Федір — «Цар Федір Іоаннович» Олексія Толстого;
- Казимир — «Сніг» Станіслава Пшибишевського;
- Фірс, Чебутікін — «Вишневий сад», «Три сестри» Антона Чехова;
- Роберт — «Свято примирення» Ґергарта Гауптмана;

у Костромі
- Грозний — «Смерть Іоанна Грозного» Олексія Толстого;
- Шейлок, Макбет — «Венеціанський купець», «Макбет» Вільяма Шекспіра;
- Франц Моор — «Розбійники» Фрідріха Шиллера;

у різних театрах провінції
- князь Мишкін — «Ідіот» за Федором Достоєвським;
- Штокман — «Ворог народу» Генріка Ібсена;
- Яу — «Шлюк і Яу» Ґергарта Гауптмана;
- Федя Протасов — «Живий труп» Льва Толстого;

у Московському драматичному театрі Суходольських
- Страхов — «Жменя попелу» Івана Новікова;
- Аракчеєв — «Олександр I» Дмитра Мережковського;

у МХАТі і МХАТі 2-му
- Фредріксен — «У життя в лапах» Кнута Гамсуна;
- Лір — «Король Лір» Вільяма Шекспіра;
- Князєв — «Розтратник» Миколи Лєскова;

у московському Театрі імені Моссовєта
- Городовий — «Ревізор» Миколи Гоголя;

у Ленінградському театрі драми імені Пушкіна
- Пушкін — «Пушкін і Дантес» Василя Каменського;
- Крутицький, Вишневський — «Не було ні гроша, та раптом алтин», «Прибуткове місце» Олександра Островського;
- Отелло — «Отелло» Вільяма Шекспіра;
- Павло I — «Павло I» Дмитра Мережковського (власна постановка);
- Тартюф — «Тартюф» Мольєра;
- Незеласов — «Бронепоїзд 14-69» Всеволода Іванова;
- Геннадій Дубровін — «Вогненний міст» Бориса Ромашова;
- Красильников — «Штиль» Володимира Білл-Білоцерківського;
- професор Бородін — «Страх» Олександра Афіногенова.

### Ролі у кіно
- 1916 — «Не вбий», мільйонер Калабухов;
- 1916 — «Продана слава», письменник Арсеньєв;
- 1916 — «Старість Лекока», Тольбіак;
- 1917 — «Смерть богів», Юліан;
- 1917 — «Життя, переможене смертю», художник Ян;
- 1929 — «Смертний номер», рахівник Сидоров;
- 1931 — «Шторм», капітан «Єрмака»;
- 1932 — «Переможці ночі», капітан «Єлизавети»;
- 1934 — «Чудо», професор Шварц;
- 1934 — «Чапаєв», полковник Бороздін.